# ویکتور فرانکنشتاین (فیلم)
ویکتور فرانکنشتاین (به انگلیسی: Victor Frankenstein) یک فیلم ترسناک خیال‌پردازی علمی آمریکایی به نویسندگی مکس لندیس و کارگردانی پل مک‌گوگان است که اقتباسی از رمان فرانکنشتاین (۱۸۱۸) به قلم نویسندهٔ انگلیسی مری شلی به‌شمار می‌رود. در این فیلم بازیگرانی همچون جیمز مک‌آووی در نقش ویکتور فرانکنشتاین، دنیل ردکلیف، جسیکا براون فیندلی، اندرو اسکات و چارلز دنس ایفای نقش می‌کنند.
این فیلم در تاریخ ۲۵ نوامبر ۲۰۱۵ توسط استودیوی فاکس قرن بیستم به نمایش درآمد، و با واکنش‌های منفی از سوی منتقدان همراه بود و تبدیل به بمب گیشه شد، و ۳۴ میلیون دلار در سراسر جهان فروش کرد در حالی که ۴۰ میلیون دلار بودجه ساخت آن بوده است.

## داستان
یک دانشجوی پزشکی جاه طلب در لندن، به نام ویکتور فرانکنشتاین در یک سیرک شرکت می‌کند و با یک دلقک بی‌نام سیر در سیرک آشنا می‌شود که در نجات یک بندباز آسیب دیده، لورلی، کمک می‌کند. ویکتور تحت تأثیر دانش گسترده این دلقک گوژپشت در مورد آناتومی انسان قرار می‌گیرد و او را از سیرک می‌دهد، کیست گوژپشت را از روی پشت خود تخلیه می‌کند که باعث رفع ناهنجاری جسمی وی می‌شود و به او کمک می‌کند تا وضعیت او را بهبود ببخشد و نام او را «ایگور استراسمن» گذاشت. این دو سپس در آزمایش‌های مداوم ویکتور برای ایجاد یک انسان از طریق علمی می‌کنند و این موجب عصبانیت رودریک تورپین، بازرس پلیس مذهبی می‌شود که که آزمایش‌های آنها را یک گناه می‌داند..

هنگامی که ویکتور استفاده از برق برای تحریک چشم یک مرده را به ایگور نشان می‌دهد، ایگور می‌فهمد که در اتصال اعصاب اشتباهی انجام داده است و باعث می‌شود ویکتور از ایگور بخواهد قسمتهای جراحی آزمایش را انجام دهد. ویکتور قطعاتی را از حیوانات مرده تهیه می‌کند و باعث می‌شود که ایگور اندام‌ها را ترمیم کند که ویکتور مخفیانه از آن برای ایجاد یک موجود شگفت‌انگیز شامپانزه-اسکی با نام مستعار «گوردون» استفاده می‌کند.

ایگور با لورلی دوباره دیدار می‌کند و خود را به او معرفی می‌کند، ویکتور که لورلی را به عنوان یک حواس‌پرتی برای ایگور می‌بیند، ناراحت می‌شود، ایگور لورلی را به دیدن آزمایش خود دعوت می‌کند، وقتی گوردون فرار می‌کند و دانشگاه را خراب می‌کند، توسط ویکتور و ایگور کشته می‌شود. لورلی از آزمایشات ویکتور وحشت دارد و ایگور را ترغیب می‌کند که او را از ادامه این موضوع منصرف کند، اما ایگور با فهمیدن اینکه ویکتور به دلیل نقش غیرمستقیم خود در مرگ برادر بزرگترش، هنری، تصمیم به خلق انسان تازه دارد، این کار را انجام نمی‌دهد. ویکتور به دلیل کارهای نامتعارف خود، از دانشگاه اخراج می‌شود، اما توجه همکلاسی ثروتمند و متکبر خود، فینگان را جلب می‌کند. ویکتور و ایگور، بدنی به نام «پرومتئوس» را تشریح می‌کنند، اما روابط عمیق ایگور با لورلی بزودی باعث ایجاد اختلاف بین آنها می‌شود.

تورپین و افرادش به آزمایشگاه ویکتور حمله می‌کنند و اختراعات وی را نابود می‌کنند. در حین، ایگور متوجه می‌شود که ایگور استراسمن واقعی، بر اثر اوردوز، مرده و ویکتور از اعضای بدن او برای آزمایش استفاده می‌کند، هنگام حمله به ویکتور، تورپین دست خود را از دست می‌دهد و یک چشم او کور می‌شود. ویکتور و ایگور به کمک فینگان فرار می‌کنند و به املاک خانوادگی او می‌روند. تورپین به دلیل تهاجم به خانه ویکتور بدون حکم، از اسکاتلند یارد اخراج می‌شود.

فینگان بودجه لازم را برای ساخت پرومتئوس در اختیار دانشمندان قرار می‌دهد و امکانات آزمایشگاهی را در املاک خانوادگی اش در اسکاتلند ارائه می‌دهد. ایگور به فینگان بی‌اعتماد است و از ویکتور و رفتار وی با ایگور واقعی سرخورده است. ویکتور پس از دعوا با ایگور، به تنهایی به اسکاتلند عزیمت می‌کند. فینگان ایگور را ربوده و سعی در کشتن او می‌کند ایگور سپس به درون رودخانه تیمز فرومی‌رود تا غرق شود، اما موفق به فرار و اتحاد مجدد با لورلی می‌شود که وی را به سلامتی برگرداند.
ایگور و لورلی برای نجات ویکتور اقدام می‌کنند. ایگور ویکتور را در آستانه استفاده از صاعقه برای تحریک کردن پرومتئوس می‌یابد. ویکتور خواسته‌های ایگور را نادیده گرفته و دستگاه را فعال می‌کند. افزایش نیرو ماشین آلات را بیش از حد بار می‌کند و فینگان را کشته است. در جریان هرج و مرج متعاقب، تورپین به‌طور غیرمنتظره ای وارد می‌شود، ویکتور را به خاطر خلقت او گناهکار دانسته و تهدید می‌کند. پرومتئوس ناگهان قدم به جلو می‌رود. ویکتور در ابتدا خوشحال است که این آزمایش کار کرده است و فکر می‌کند وی برادر رستاخیزش هنری است ولی به سرعت می‌فهمد که آزمایش شکست خورده است: پرومتئوس هیچ روحی ندارد و نمی‌تواند صحبت کند. تورپین شوکه شده آتش را به پرومتئوس باز می‌کند، که با عصبانیت روبرو می‌شود، تورپین را می‌کشد و تقریباً ویکتور را می‌کشد. ویکتور سرخورده، با ایگور به نیروها می‌پیوندد تا پرومتئوس را بکشد.
صبح روز بعد، ایگور با لورلی مجدداً به هم می‌پیوندد، لورلی نامه ای را که ویکتور برای وی نوشت، به وی تحویل می‌دهد، که در آن ویکتور از همه رنج‌هایی که به خاطر او عذرخواهی می‌کند، می‌گوید که اجازه دارد زندگی خود را با لورلی زندگی کند، به او اطلاع می‌دهد که آماده باشد زیرا ویکتور ممکن است روزی از او کمک بخواهد و ویکتور تشخیص می‌دهد که ایگور «بزرگ‌ترین خلقت» او بود. ویکتور در جستجوی اکتشافات جدید به حومه اسکاتلند عقب‌نشینی می‌کند.

## بازیگران
- جیمز مک‌آووی به عنوان ویکتور فرانکنشتاین
- دنیل ردکلیف به عنوان ایگور اشتراوسمن (گوژپشت)
- جسیکا براون فیندلی به عنوان لورلی
- اندرو اسکات به عنوان بازرس رودریک تورپین
- چارلز دنس به عنوان بارون فرانکنشتاین
- فردی فاکس به عنوان فینگان
- مارک گیتیس به عنوان دتویلر
- کلوم ترنر به عنوان آلیستر
- دنیل میز به عنوان برنابی
- اسپنسر وایلدینگ و گیوم دلاونای به عنوان هیولای فرانکنشتاین با نام «پرومتئوس»
- برونسون وب به عنوان رافرتی